# 飛鳥園
飛鳥園（あすかえん）とは、奈良市中心部の登大路町にある仏像写真など文化財の撮影を専門とする写真館。1922年（大正11年）に創業。

## 略史
1922年（大正11年）小川晴暘が創業。晴暘は1894年（明治27年）兵庫県姫路市生まれ。有馬温泉の日野写真館で写真術の基礎を身につけたのち、画家を志して上京。丸木利陽に入門して彼の写真館で働き、写真技術を学んだ。晴暘の号は師利陽からもらった「陽」の1字を「暘」に改めたもの。1918年（大正7年）文展に《雪解けの頃》で初入選するも、大阪朝日新聞社に写真部員として入社し、奈良に下宿。奈良で撮っていた石仏の写真が、會津八一の目に止まり、八一の勧めを受けて新聞社を退社し、飛鳥園を創業した。晴暘から三男小川光三を経て小川光太郎が継いでいる。後に奈良国立博物館写真室の矢沢邑一、五味義臣、京都国立博物館の金井杜道ら文化財写真家が輩出し、現在も若松保広が所属している。1968年（昭和43年）株式会社飛鳥園を設立。晴暘は八一のほか、志賀直哉・武者小路実篤らとも親交があり、現在でも飛鳥園撮影の写真は多くの書籍・写真集・図録等に掲載されている。2001年（平成13年）には飛鳥園の写真を一般公開するため仏像写真ギャラリーがオープンした。
平成29年、小川晴暘が生前に朝鮮半島で撮影した写真の原版が飛鳥園で発見された。